# Batalha
Batalha (portugalska izgovorjava: [bɐˈtaʎɐ] ()) je mesto in občina v okrožju Leiria v podregiji Pinhal Litoral v regiji Centro na Portugalskem. Ime mesta pomeni 'bitka'. Leta 2011 je občina imela 15.805 prebivalcev na območju 103,42 km². Ožje mesto ima okoli 8548 prebivalcev na območju 28,42 km². Občino na severu in zahodu omejuje občina Leiria, na vzhodu Ourém, na jugovzhodu Alcanena in na jugozahodu Porto de Mós.
Mesto je ustanovil portugalski kralj Ivan I. skupaj s samostanom Santa Maria da Vitória na Batalha (Unescova svetovna dediščina), da bi se poklonili portugalski zmagi v bitki pri Aljubarrota (14. avgust 1385), ki je končal krizo 1383–1385.

## Zgodovina
Čeprav je po vsej regiji nešteto sledi, ki namigujejo na človeško prisotnost od prazgodovine, skozi rimsko obdobje in zaporedoma skozi zgodovino (se domneva, da je bila rimska naselbina Collipo, prvotno ljudstva Turduli, ustanovljena v São Sebastião do Freixo), Vila da Batalha svoj izvor dolguje izgradnji samostana Santa Maria da Vitória. Pravzaprav se je Batalha rodila z rodbino Avižanov in utrditvijo neodvisnosti leta 1385.
Upravna podoba župnij je v drugi polovici 19. stoletja šele z liberalizmom narisana in definirana, tako da 14. septembra 1512, ko je prior major Santa Cruz de Coimbra,Pedro Vaz Gavião, ustanovil župnije Batalha, je očitno sedež, ki pa omejuje in je prva oblika bodoče civilne župnije.

## Geografija
Batalha je približno 10 km južno od glavnega mesta okrožja Leiria, približno 20 km zahodno od romarskega mesta Fátima in približno 120 km severno od glavnega mesta Lizbone. Velik del kroga prekrivajo gozdovi, predvsem smreke in hrast plutovec.

## Spomeniki
- Samostan Batalha
- Estátua Equestre de São Nuno de Santa Maria (1966 - 1968)
- Cerkev Matriz de Exaltação de Santa Cruz (1514 - 1532)
- Capela da Santa Casa da Misericórdia (18. stoletje)
- Ponte da Boutaca (1862)
- Pelourinho (obnovljen leta 2000)
- Edifício Mouzinho de Albuquerque - Galeria de Exposições
- Capela de Nossa Senhora do Caminho
- Boca da Mina das Barrojeiras
- Cerkev Paroquial Nossa Senhora dos Remédios
- Ermida de Nossa Senhora do Fetal
- Moinhos de Vento

## Naravna dediščina
- Grutas da Moeda
- Apnenčasti masiv Estremadura
- Buraco Roto
- Pia da Ovelha
- Escarpa de falha do Reguengo do Fetal

## Župnije
Administrativno je občina razdeljena na 4 civilne župnije (freguesias):
- Batalha
- Golpilheira
- Reguengo do Fetal
- São Mamede